# Sailor Moon S: The Movie
Sailor Moon S: The Movie é o segundo filme do anime do animeSailor Moon, sendo que seu nome original é Pretty Soldier Sailor Moon S The Movie (劇場版 美少女戦士セーラームーンＳ, Gekijouhan Bishoujo Senshi Sailor Moon S).
O  filme nunca foi lançado nos cinemas ou em televisão no Brasil ou em Portugal. A historia do filme é baseada numa historia especial do mangá chamada "O amante da Princesa Kaguya", que por sua vez vai buscar inspiração ao conto "A Rainha das Neves", de Hans Christian Andersen. Este filme doi lançado no Japão a 4 de Dezembro de 1994, como parte da Winter '94 Toei Anime Fair.

## História
Uma feroz tempestade de neve atinge Tóquio e o resto do planeta, enquanto Usagi e os seus amigos aproveitam as férias de Inverno. Tal é obra de uma antiga e poderosa inimiga, repelida no passado pelo Poder do Cristal Prateado, e que volta agora para conquistar a Terra e adicioná-la à sua colecção de planetas congelados. Mas é crucial para o plano da Princesa de Neve Kaguya – assim nomeada pelo astrónomo genial Kakeru Oozora – encontrar um mágico cristal que enviou para a Terra, para sugar energia. Kakeru apanha-o, este passa a alimentar-se da sua energia vital. Assim que este ser maligno obtiver esse cristal e o seu poder, poderá congelar toda a vida à superfície da Terra. As Guerreiras sailors são atacadas pelas servas da Princesa de Neve Kaguya, as Dançarinas de Neve, que procuram o cristal. Assim, elas descobrem que devem unir-se para poderem derrotar o inimigo e restaurar a paz na Terra. Irá sailor moon encontrar o cristal mágico antes da Princesa? Serão os seus poderes suficientes para salvar a Terra? A esperança está novamente no lendário Poder do Cristal Prateado, o poder do amor e da amizade!